# HD172977
HD172977 — хімічно пекулярна зоря спектрального класу B9, що має видиму зоряну величину в смузі V приблизно  7,5.
Вона  розташована на відстані близько 1136,4 світлових років від Сонця.

## Фізичні характеристики
Телескоп Гіппаркос зареєстрував фотометричну змінність  даної зорі з періодом    2,28 доби в межах від  Hmin= 7,41 до  Hmax= 7,36.

## Пекулярний хімічний склад
Зоряна атмосфера HD172977 має підвищений вміст 
Si
.